# Rosendo Balinas
Rosendo Balinas est un joueur d'échecs philippin né le 10 septembre 1941 à Manille et mort le 24 septembre 1998 à Antipolo. Grand maître international en 1976, il fut un des meilleurs joueurs philippins dans les années 1960 et 1970.

## Biographie et carrière
Balinas était juriste de profession. Il remporta le championnat des Philippines à six reprises.
Il représenta les Philippines lors de cinq olympiades de 1964 à 1976, marquant 42 points en 73 parties et remportant la médaille d'argent individuelle au troisième échiquier lors de l'Olympiade d'échecs de 1966 avec 15,5 points sur 20 (Les Philippines disputèrent la finale C), derrière le champion du monde Mikhaïl Tal (11 points sur 13) qui joua dans la finale A.
En 1967, il fut le seul Philippin qui réussit à annuler une partie contre Bobby Fischer dans une exhibition (partie simultanée à la pendule contre dix maîtres philippins) à Manille. En 1968, il partagea la première place de l'open de Manille avec Svetozar Gligoric. En juillet-août 1976, Balinas remporta le tournoi d'Odessa en URSS et fut le premier joueur non soviétique à remporter un tournoi d'échecs en URSS depuis Reuben Fine en 1937. Il finit invaincu du tournoi avec 10 points sur 14 et un point d'avance sur les grands maîtres  Alburt, Savon (2e-3e, 9/14), Lerner (4e, 8/14) suivis de, Tringov, Tarjan, Toukmakov, Loutikov et Bronstein.
Avec les Philippines, il remporta le championnat d'Asie par équipes en 1981. Balinas mourut d'un cancer en 1998.